# Moták lužní
Moták lužní (Circus pygargus) je středně velký dravec z čeledi jestřábovitých.

## Popis

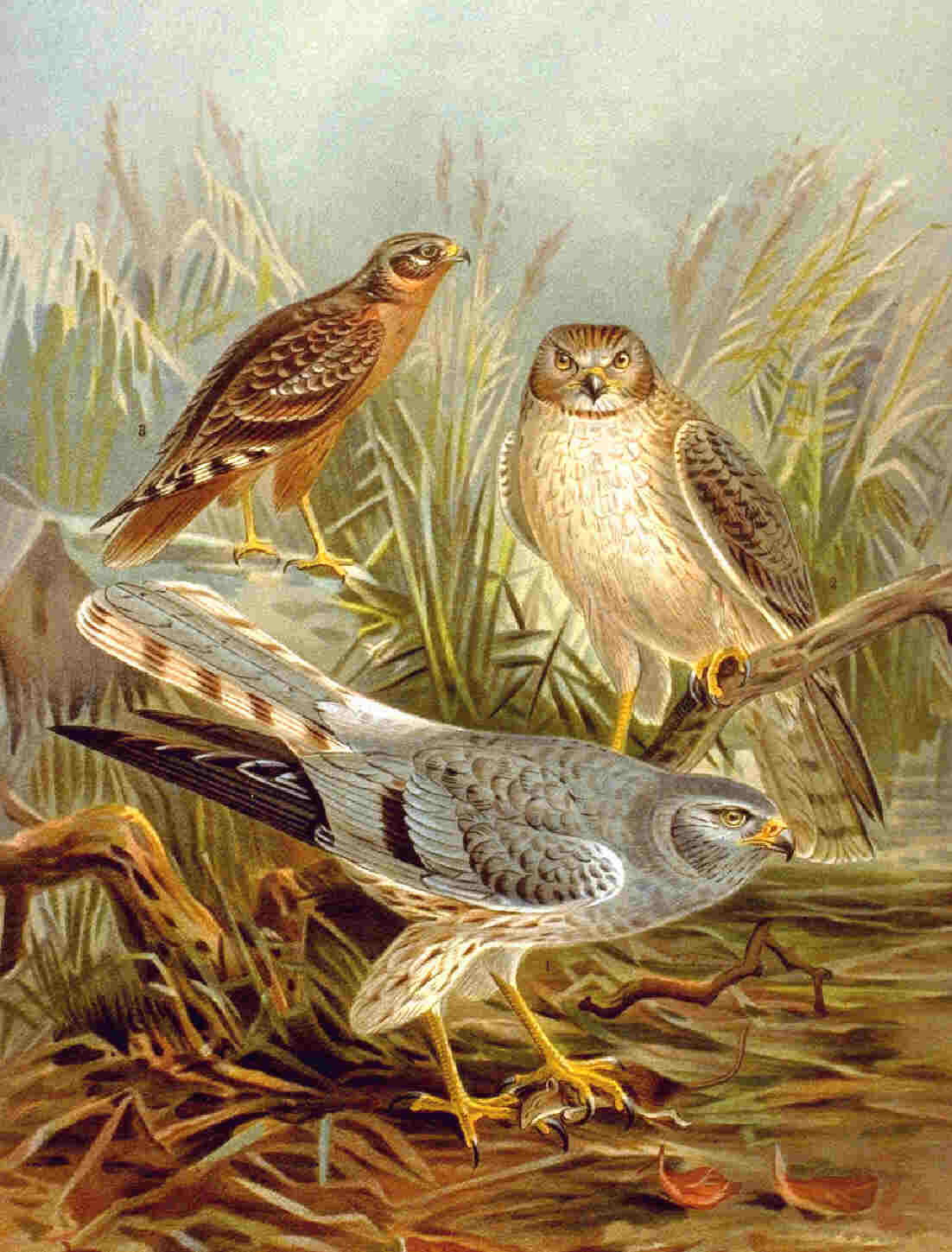
Vpředu samec motáka lužního, vpravo samice, v pozadí mladý pták (John Gerrard Keulemans, barevná litografie v publikaci J. F. Naumanna Naturgeschichte der Vögel Mitteleuropas. Band 5.)

Nejmenší a nejštíhlejší druh motáka. Menší než káně lesní (délka těla 39–50 cm, rozpětí křídel 96–116 cm). Od podobného motáka pilicha se ve všech šatech liší delšími a užšími křídly. Samec se liší tmavými proužky na loketních letkách, viditelnými zespodu i shora. Rozlišování samic a mladých ptáků je obtížnější.
Jako všichni motáci má vynikající sluch, který využívá při hledání kořisti.

## Rozšíření
Má evropský typ rozšíření, sahající od Pyrenejského poloostrova východně po střední Sibiř. Je tažný, zimuje v Africe. Jeho stavy silně kolísají a od 19. století se vesměs snižují; zmenšuje se také jeho areál. Hnízdí v otevřené krajině (rašeliniště, vřesoviště, pole).

## Výskyt v Česku
V České republice hnízdí pravidelně teprve od 40. let 20. století. Přestože jeho početnost od té doby roste, stále patří mezi vzácné druhy. Hnízdí roztroušeně v různých oblastech Čech, ve větším počtu na jižní Moravě, Olomoucku a ve Slezsku. V letech 2001–2003 byla jeho početnost odhadována na 80–120 párů (ve srovnání s 5–10 páry v letech 1973–1977).

## Rozmnožování

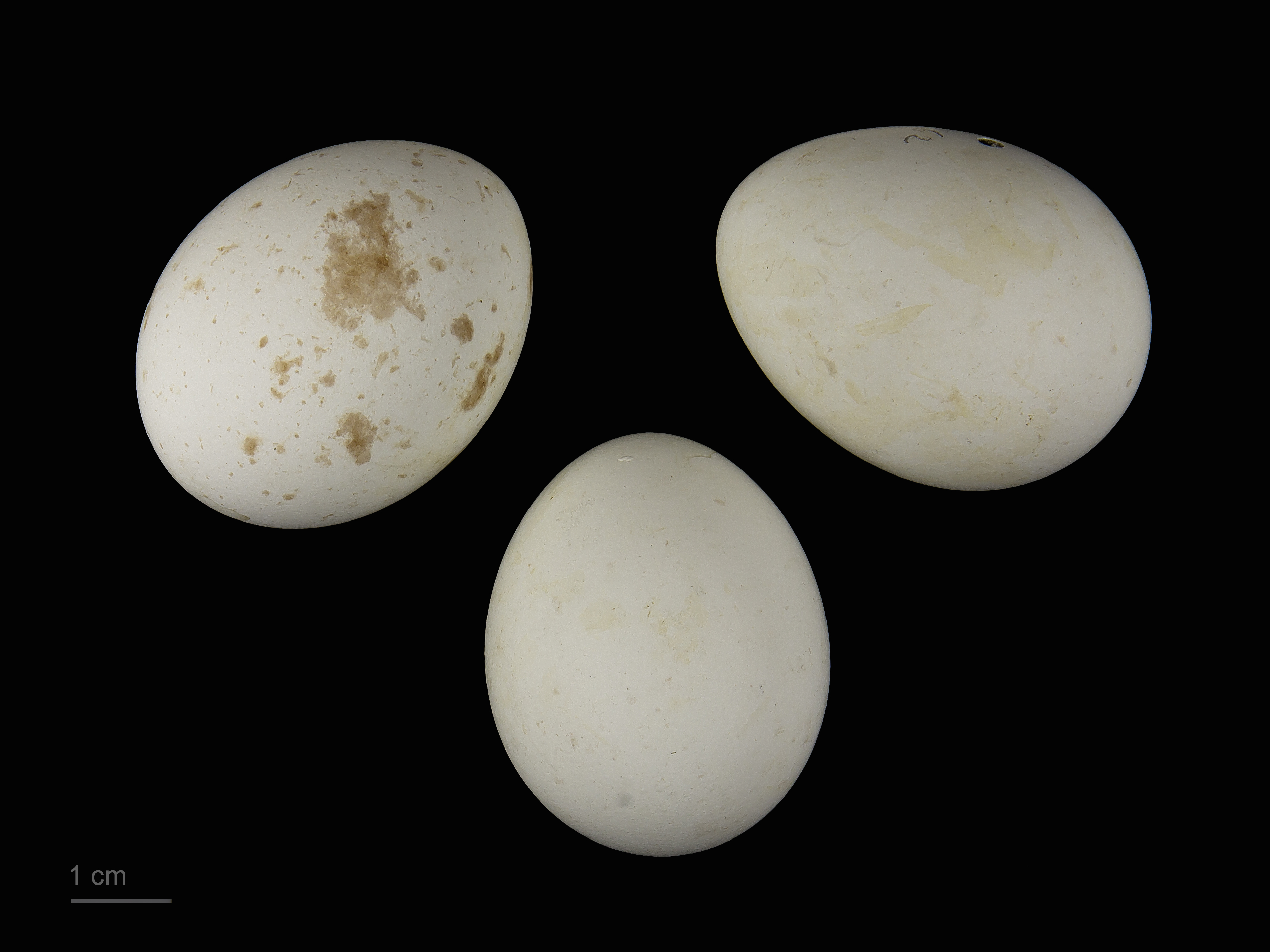
Circus pygargus

Ihned po návratu na hnízdiště předvádějí oba ptáci složité svatební lety. Většinou jsou monogamní, ale jsou známy i případy bigamie. Hnízdo stavějí na zemi. Moták lužní mívá ročně jednu snůšku po 4–5 (2–6) šedavě bílých, občas řídce rezavě nebo světle hnědě skvrnitých vejcích o rozměrech 41,7 × 32,5 mm. Inkubace trvá 27–30 dní. Mláďata dosahují vzletnosti nejdříve ve věku 28 dnů. Na vejcích sedí a většinu hnízdní péče obstarává výhradně samice, kterou samec krmí a které také předává potravu pro mláďata.

## Potrava
V potravě převládají drobní hlodavci; požírá také ptáky, obojživelníky, plazy a hmyz.